# Pader (district)
Le district de Pader est un district du nord de l'Ouganda. Sa capitale est Pader.

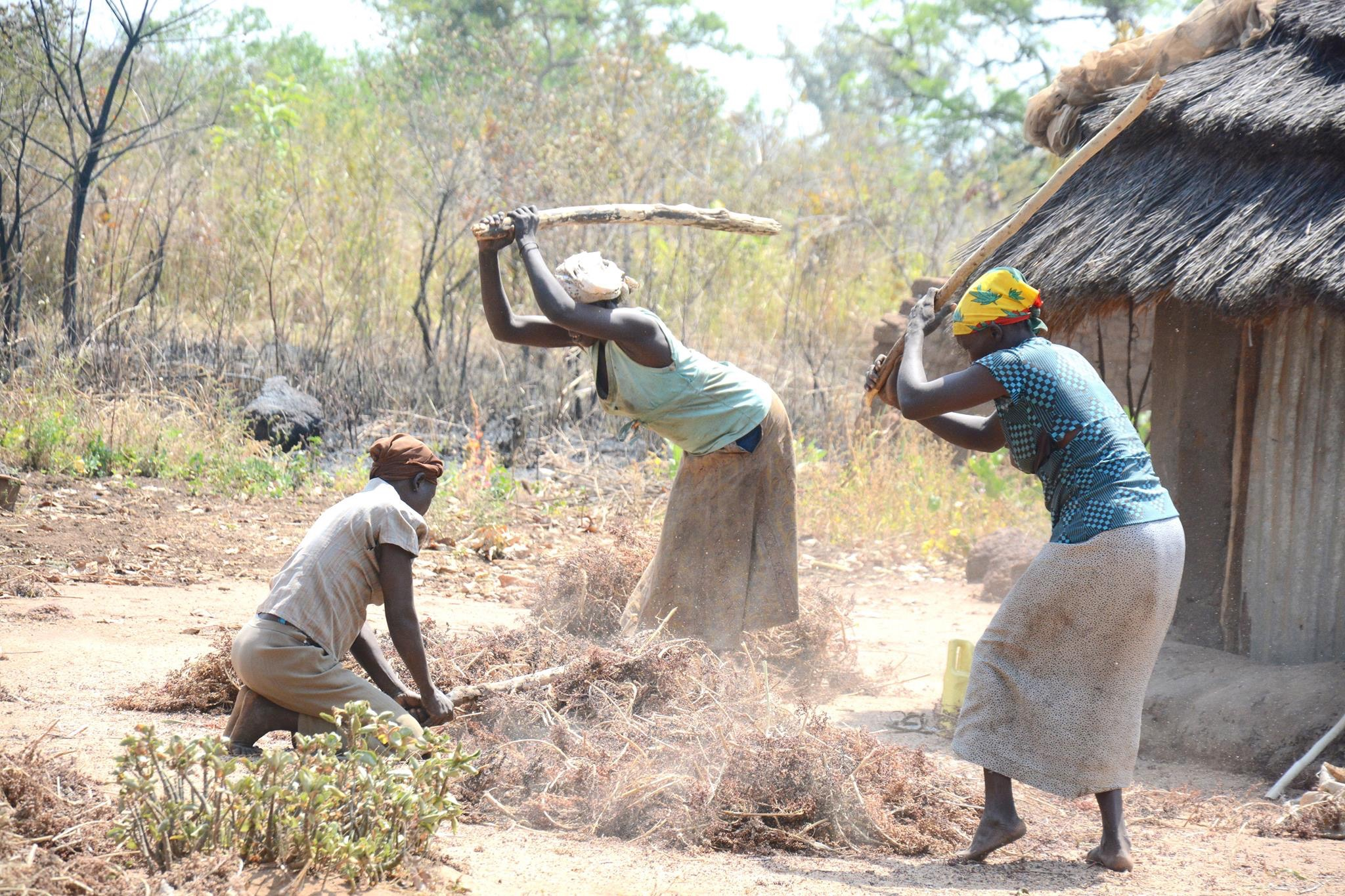
Battage du sorgho dans le district de Pader (2016).

## Histoire
Ce district a été créé en 2001 par séparation de celui de Kitgum. Au début des années 2000, la majorité de la population vivait dans des camps de déplacés internes en raison de l'insurrection de l'Armée de Résistance du Seigneur (LRA). La plupart ont regagné leurs villages d'origine à partir  de 2006.
En 2010, le district a été divisé pour créer le district d'Agago à l'est.